# Thomas Dekker (Schauspieler)

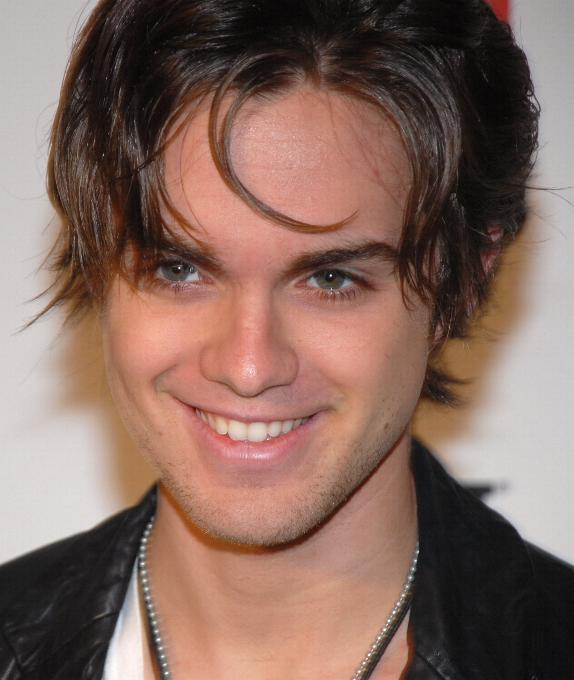
Thomas Alexander Dekker

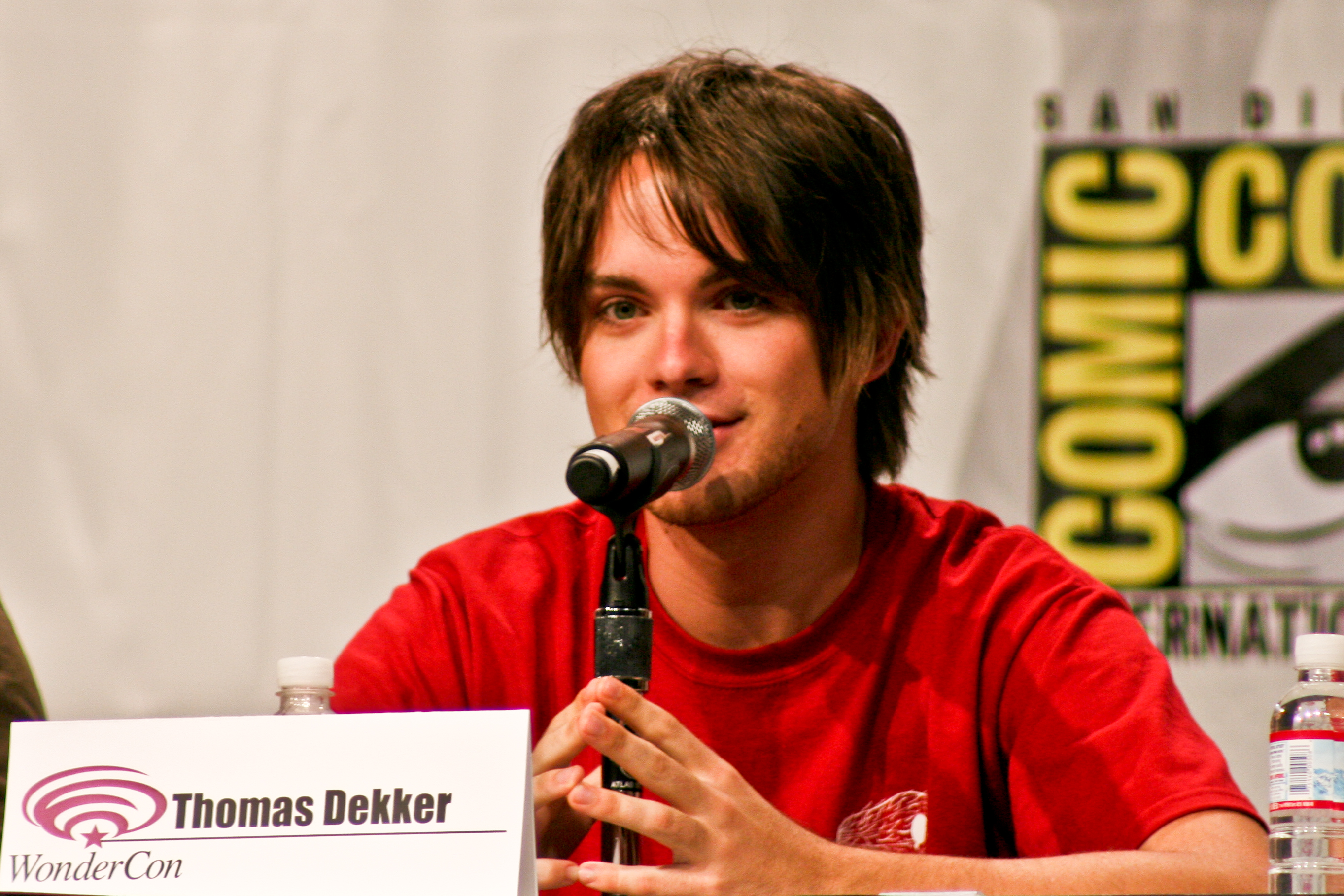
Thomas Dekker auf dem WonderCon 2008

Thomas Alexander Dekker (* 28. Dezember 1987 in Las Vegas, Nevada) ist ein US-amerikanischer Schauspieler, der mit seiner Rolle des John Connor in der Serie Terminator: The Sarah Connor Chronicles größere Bekanntheit erlangte.

## Leben
Der überzeugte Veganer steht seit seinem sechsten Lebensjahr vor der Kamera. Seine Eltern ließen sich bereits früh scheiden, worauf er mit Stiefgeschwistern zusammenlebte. Zu seinen Hobbys zählen Singen, Komponieren und Texten. Daher plante er, ein Rockalbum mit eigenen Songs zu veröffentlichen. Bisher ist sein erstes Album Psyanotic veröffentlicht worden. Die Melodien und Texte komponierte Dekker selbst.
Außerdem lieh Dekker ab Teil 5 der Zeichentrick-Filmreihe In einem Land vor unserer Zeit dem Dinosaurier Littlefoot die Stimme. In Teil 3 und 4 der Feivel-Filme sprach er die Hauptfigur Feivel Mouskewitz.
Seit April 2017 ist Dekker mit dem kanadischen Schauspieler Jesse Haddock verheiratet.

## Filmografie (Auswahl)

### Fernsehserien
- 1994: Die Nanny (The Nanny, eine Folge)
- 1994: Emergency Room – Die Notaufnahme (ER, eine Folge)
- 1994–1995: Seinfeld (2 Folgen)
- 1995: Star Trek: Raumschiff Voyager (Star Trek: Voyager, 2 Folgen)
- 1996: Caroline in the City (eine Folge)
- 1997–2000: Liebling, ich habe die Kinder geschrumpft (Honey, I Shrunk the Kids: The TV Show, 65 Folgen)
- 2000: Ein Hauch von Himmel (Touched by an Angel, eine Folge)
- 2000: Starlets (Grosse Pointe, eine Folge)
- 2003: Boston Public (2 Folgen)
- 2004: CSI: Den Tätern auf der Spur (CSI: Crime Scene Investigation, eine Folge)
- 2005: Eine himmlische Familie (7th Heaven, 9 Folgen)
- 2006: Shark (eine Folge)
- 2006: Dr. House (House, M.D., eine Folge)
- 2006–2007: Heroes (12 Folgen)
- 2008–2009: Terminator: The Sarah Connor Chronicles (31 Folgen)
- 2011–2012: The Secret Circle (22 Folgen)
- 2015: Backstrom (13 Folgen)
- 2022: Swimming with Sharks  (6 Folgen)
- 2022: The Rookie: Feds
- 2022: The Rookie
- 2023: Star Trek: Picard (1 Folge)

### Spielfilme
- 1994: Star Trek: Treffen der Generationen (Star Trek: Generations)
- 1995: Das Dorf der Verdammten (Village of the Damned)
- 2005: Highschool News – Streng vertraulich! (Campus Confidential)
- 2008: From Within
- 2009: Beim Leben meiner Schwester (My Sister’s Keeper)
- 2009: Laid to Rest
- 2010: A Nightmare on Elm Street
- 2010: Kaboom
- 2010: All About Evil
- 2011: Angels Crest
- 2011: Cinema Verite
- 2011: Chromeskull: Laid to Rest 2
- 2011: Foreverland
- 2012: The Good Lie
- 2013: Plush
- 2014: Squatters
- 2016: Do You Take This Man
- 2019: Miss Bala
- 2021: Body Brokers
- 2023: Little Dixie

## Auszeichnungen
Bis heute gewann Dekker vier Young Artist Awards und war ein weiteres Mal nominiert worden.